# Hanna-Riikka Sallinen
Temple de la renommée : 2022
Temple de la renommée de l'IIHF : 2010
Temple de la renommée finlandais : 2008
Hanna-Riikka Sallinen ou Riikka Sallinen, née Hanna-Riikka Nieminen, précédemment Hanna-Riikka Välilä (née le 12 juin 1973 à Jyväskylä en Finlande) est une joueuse finlandaise de hockey sur glace, de bandy, de rinkbandy et de pesäpallo.

## Biographie
Sallinen, alors Riikka Nieminen, commence à pratiquer le hockey sur glace à l'âge de sept ou huit ans. En raison de l'absence d'une équipe féminine dans sa ville natale, elle joue chez les garçons durant ses premières années. Elle est alors l'une des vedette de la ligue avec Sami Kapanen. Elle participe à ses premières compétitions séniores en 1989 où elle se fait remarquer avec ses 26 points en six matches à l'âge de quinze ans. Il s'agit du meilleur ratio de points par match de la ligue. Cette saison se couronne également par un championnat national. Ces performances l'amène à intégrer l'équipe nationale dès celle année où elle remporte un championnat européen.
En 1998, lors du premier championnat de hockey féminin aux Jeux olympiques, elle termine le tournoi avec douze points, la plus haute récolte du tournoi. Elle remporte également une médaille de bronze. Durant sa carrière, elle accumulera sept médailles au championnat du monde, dont une d'argent, trois championnat européens et une autre médaille olympique. Elle également nommée trois fois sur l'équipe d'étoile des championnats du monde, dont une fois comme meilleure attaquante. En club, elle joue en Finlande, Suisse et Suède. Elle remporte cinq fois le championnat de Finlande et autant de fois le meilleur ratio de points par match. Elle est également une fois vice-championne de Suède.
En 2002, à la suite des Jeux olympiques, Sallinen prend sa retraite. Elle est alors élue au temple de la renommée du hockey finlandais en 2008 puis à celui de l'IIHF en 2010. Durant sa première retraite, elle entraine des équipes féminine juniores en Suède, où elle a déménagée. Durant cette période, elle donne également naissance à trois enfants. En 2013, après s'être entrainée secrètement, Sallinen contacte son ancienne coéquipière Katja Lehto, qui dirige alors le JYP, pour reprendre la compétition. En 2018, Sallinen remporte une deuxième médaille de bronze olympique. Ceci lui permet d'être l'athlète la plus âgée à remporter une médaille olympique dans la discipline du hockey sur glace. Le record était alors détenu par son compatriote Teemu Selänne.
En 2019, à la suite d'une défaite controversée en finale des championnats du monde, Sallinen prend de nouveau sa retraite de nouveau, disant qu'elle ne ressent plus le besoin de se prouver et de s'améliorer comme joueuse. Elle a alors 46 ans,. En 2022, elle est intronisée au temple de la renommée du hockey à sa première année d'éligibilité. Elle est alors seulement la huitième femme a recevoir l'honneur et la première Européenne. Elle est également seulement la troisième finnoise après Selanne et Jari Kurri.

## Statistiques
| Saison    | Équipe           | Ligue        |    | Saison régulière | Saison régulière | Saison régulière | Saison régulière | Saison régulière |    | Séries éliminatoires | Séries éliminatoires | Séries éliminatoires | Séries éliminatoires | Séries éliminatoires |
| Saison    | Équipe           | Ligue        | PJ | B                | A                | Pts              | Pun              | PJ               | B  | A                    | Pts                  | Pun                  |                      |                      |
| 1988-1989 | EVU              | SM-sarja     | 6  | 19               | 7                | 26               | 2                | -                | -  | -                    | -                    | -                    |                      |                      |
| 1989-1990 | JYP              | I-divisioona | 4  | 5                | 3                | 8                | 0                | -                | -  | -                    | -                    | -                    |                      |                      |
| 1991-1992 | JYP              | I-divisioona | 10 | 41               | 3                | 44               | 2                | -                | -  | -                    | -                    | -                    |                      |                      |
| 1992-1993 | SC Lyss Damen    | LKA          | 17 | 50               | 30               | 80               | 0                | -                | -  | -                    | -                    | -                    |                      |                      |
| 1993-1994 | Shakers          | SM-sarja     | 23 | 73               | 56               | 129              | 8                | 5                | 11 | 11                   | 22                   | 4                    |                      |                      |
| 1994-1995 | JYP              | I-divisioona | 8  | 35               | 13               | 48               | 25               | -                | -  | -                    | -                    | -                    |                      |                      |
| 1995-1996 | KalPa            | SM-sarja     | 10 | 10               | 8                | 18               | 0                | -                | -  | -                    | -                    | -                    |                      |                      |
| 1996-1997 | JyP HT           | SM-sarja     | 24 | 26               | 38               | 64               | 0                | 6                | 3  | 5                    | 8                    | 4                    |                      |                      |
| 1997-1998 | JYP              | SM-sarja     | 12 | 13               | 8                | 21               | 2                | 6                | 2  | 8                    | 10                   | 0                    |                      |                      |
| 1999-2000 | JYP              | SM-sarja     | 2  | 1                | 0                | 1                | 0                | -                | -  | -                    | -                    | -                    |                      |                      |
| 2000-2001 | JyHC             | SM-sarja     | 9  | 10               | 9                | 19               | 6                | 1                | 4  | 2                    | 6                    | 0                    |                      |                      |
| 2001-2002 | JyHC             | SM-sarja     | 13 | 10               | 12               | 22               | 2                | 2                | 1  | 1                    | 2                    | 2                    |                      |                      |
| 2002-2003 | Limhamn HK       | Division 1   | -  | -                | -                | -                | -                | 3                | 3  | 3                    | 6                    | 0                    |                      |                      |
| 2013-2014 | JYP              | SM-sarja     | 13 | 7                | 12               | 19               | 18               | 8                | 5  | 11                   | 16                   | 12                   |                      |                      |
| 2014-2015 | JYP              | SM-sarja     | 14 | 12               | 25               | 37               | 8                | 7                | 5  | 7                    | 12                   | 4                    |                      |                      |
| 2015-2016 | JYP              | SM-sarja     | 11 | 20               | 19               | 39               | 6                | 6                | 5  | 5                    | 10                   | 2                    |                      |                      |
| 2016-2017 | HV 71            | SDHL         | 23 | 10               | 11               | 21               | 12               | 6                | 3  | 3                    | 6                    | 4                    |                      |                      |
| 2016-2017 | IF Troja-Ljungby | Division 1   | 1  | 2                | 3                | 5                | 0                | -                | -  | -                    | -                    | -                    |                      |                      |
| 2017-2018 | HV 71            | SDHL         | 36 | 15               | 32               | 47               | 24               | 2                | 1  | 1                    | 2                    | 2                    |                      |                      |
| 2018-2019 | HV 71            | SDHL         | 33 | 14               | 37               | 51               | 8                | 4                | 1  | 1                    | 2                    | 25                   |                      |                      |

## Vie personnelle
Sallinen est également joueuse de haut niveau de bandy, de rinkbandy et de pesäpallo. Dans cette dernière discipline, elle est nommée trois fois joueuse finlandaise de l'année. Elle a trois enfants nés durant sa première retraite. Son frère, Lasse Nieminen, est également joueur de hockey sur glace tandis que deux de ses fils, Emil et Elis Välilä évoluent dans les rangs juniors du Tappara.